# 中外医学社
株式会社中外医学社（ちゅうがいいがくしゃ）は、日本医事新報社の創業者梅沢彦太郎のもとで、青木三千雄が創業した日本の出版社である。
主に医学領域の学術専門書を出版している。

## 沿革
梅沢は1921年に創業した日本医事新報社で成功を収め、書籍の刊行をめざした。
1952年、青木三千雄が日本医事新報社の書籍発行部門として、株式会社中外医学社を設立し代表取締役社長に就任した。

## 経緯
- 1952年　日本医事新報社の書籍出版部門として東京都中央区木挽町で創業。代表取締役に青木三千雄。
- 1964年　東京都新宿区矢来町に移転（現在に至る）。
- 1975年、雑誌「臨床医」を創刊。
- 1983年、雑誌「Clinical Neuroscience」を創刊。
- 2000年、代表取締役会長に創業者青木三千雄が就任。代表取締役社長に青木滋が就任。医学書出版業界の変遷に伴い、医療関係者向けの書籍の出版を始める。
- 2011年　既刊書の電子書籍化を始める。

## 主な出版物
シリーズ
- 1955年　質疑応答集
- 1961年　質疑応答集　Ⅱ
- 1963年　中外医学双書
- 1968年　General Practitioner 選書
- 1970年　診断演習　(各科)
- 1977年　SAS シリーズ　(各科)
- 1980年　国試からみた各科シリーズ
- 1984年　救急治療シリーズ
- 1985年　Annual Review 呼吸器、循環器、神経、消化器、内分泌,代謝、血液
- 1992年　血液学ハイライト　（各領域）
- 1994年　免疫学ハイライト　（各領域）
- 2004年　コメディカルのための専門基礎分野テキスト

他
単行本
- 2012年　カラーアトラス脊椎・脊髄外科

他